# Auto Music
Auto music, è la prima raccolta di Umberto Balsamo, del 1979 però in successione all'album Balla

## Descrizione
La raccolta uscì esclusivamente su musicassetta. Sul fronte della fascetta compare la dicitura editing DB + special auto che può far pensare essere stata parte di un'iniziativa editoriale più ampia  che probabilmente non ha avuto seguito.

## Tracce
1. Balla
2. Amore
3. Natalì
4. Donna
5. L'angelo azzurro
6. Crepuscolo
7. Bugiardi noi
8. Stupendo